# Parafia Podwyższenia Krzyża Świętego w Olszynach
Parafia Podwyższenia Krzyża Świętego w Olszynach – parafia rzymskokatolicka, znajdująca się w diecezji tarnowskiej, w dekanacie Ołpiny.